# 大本德 (斯威士兰)
大本德是非洲南部國家斯威士蘭的城鎮，由盧邦博負責管轄，位於該國東部馬普托河畔，海拔高度77米，主要經濟活動是種植甘蔗，鎮上有學校和監獄，1997年人口9,374。
26°49′S 31°56′E / 26.817°S 31.933°E

## 外部連結
- The Edu-care Centre Big Bend Swaziland（页面存档备份，存于）